# Varlam Liparteliani
Varlam Liparteliani (Lentekhi, 27 de fevereiro de 1989) é um judoca georgiano da categoria até 90 quilos.
Foi vice-campeão mundial no Rio de Janeiro 2013.
Obteve a medalha de prata nos Jogos Olímpicos de 2016 ao ser derrotado na luta final pelo japonês Mashu Baker.